# Olga Bogdanova
Olga Aleksandrovna Bogdanova (en russe : Ольга Александровна Богданова) (née Fedorova le 17 juillet 1994 à Moscou) est une joueuse de volley-ball russe. Elle mesure 1,92 m et joue au poste de réceptionneuse-attaquante. 

## Clubs
| Club                | De        | À         |
| ------------------- | --------- | --------- |
| Loutch Moscou       | 2009-2010 | 2012-2013 |
| Proton Balakovo     | 2013-2014 | 2016-2017 |
| Zaretchie Odintsovo | 2017-2018 | 2017-2018 |
| PSK Sakhaline       | 2018-2019 | 2018-2019 |
| VK Minsk            | 2019-2020 | 2019-2020 |
| Smaesch Pfeffingen  | 2020-2021 | …         |

## Palmarès
- Supercoupe de Suisse
  - Vainqueur : 2020.